# Anthaxia aurulenta
Anthaxia aurulenta là một loài côn trùng trong họ Buprestidae. Loài này được Fabricius miêu tả khoa học đầu tiên năm 1787.
Đây là loài gây hại phát triển phổ biến ở Uzbekistan.